# Králův Dvůr
Králův Dvůr (deutsch Königshof) ist eine Stadt mit 6201 (28. August 2006) Einwohnern in der Region Středočeský kraj (Tschechien).

## Lage
Die Stadt befindet sich am Ufer des Flusses Litavka und wird durchzogen von der Autobahn D5 von Pilsen nach Prag.

## Geschichte
Die erste schriftliche Erwähnung des ältesten Stadtteils Počaply stammt aus dem Jahr 1302, Königshof selbst wurde erstmals 1394 erwähnt, als dort König Wenzel IV. von seinen adeligen Gefolgsleuten gefangen genommen wurde.
In der ersten Hälfte des 13. Jahrhunderts ließ sich dort Wenzel I. einen mittelalterlichen Hof errichten, der 1585 durch die Lobkowitzer zu einem Renaissanceschloss umgebaut wurde. Der Ort wurde zum Zentrum der Landesherren und blieb es bis 1848. 1850 wurden die vier Ortsteile zusammengelegt.
1860 kaufte das Fürstenhaus Fürstenberg die Ländereien und begann mit dem Ausbau der Eisenhüttenwerke. Ende des 19. bis zum Beginn des 20. Jahrhunderts wurden neue Siedlungen für Arbeiter und Angestellte gebaut und die Bevölkerung wuchs kontinuierlich. 1930 erfolgte die Erhebung zum Marktflecken. Im Jahre 1932 lebten in Králův Dvůr einschließlich Karlova Huť, Křižatka und Popovice 3597 Personen. Eine zweite Welle der Urbanisierung erlebte die Stadt in den 1950er-Jahren, danach nochmals mit der Erstellung von Plattenbauten in den 1970er-Jahren. Bis 1980 blieb die Gemeinde eigenständig, wurde dann Beroun zugeschlagen und 1990 erneut selbständig. Zahořany wurde im Jahre 2003 eingemeindet.

## Stadtgliederung
Die Stadt Králův Dvůr besteht aus den Ortsteilen Karlova Huť (Karlshütten), Králův Dvůr (Königshof), Křižatky (Schmiedberg), Levín (Lewin), Počaply (Potschapl), Popovice (Popowitz) und Zahořany (Sahorschan). Katastralbezirke sind Králův Dvůr, Levín u Berouna, Počaply, Popovice u Králova Dvora und Zahořany u Berouna. Als Grundsiedlungseinheiten sind K Popovicům, K Trubínu, Karlova Huť I, Karlova Huť II, Koukolova hora, Králův Dvůr-Za třemi kříži, Křižatky, Levín, Litohlavy, Na borech, Nad Hutí, Nad stadionem, Počaply, Pod Kosovem, Popovice, U Litavky II, U Plzeňské, U rybníků, U řeky und Zahořany ausgewiesen.

## Söhne und Töchter der Stadt
- Popelka Biliánová (1862–1941), Schriftstellerin
- František Borgia Krásl (1844–1907), Geistlicher, Politiker, Kirchenhistoriker und Schriftsteller
- Herbert Trenkler (1907–1992), Montanwissenschaftler, Rektor der Montanistischen Hochschule Leoben

## Sehenswürdigkeiten
- Schloss aus dem 16. Jahrhundert
- Barockkirche Mariä Himmelfahrt auf dem Hügel über Počaply nach den Plänen von Kilian Ignaz Dientzenhofer (1730–1733)